# Вельзер, Курт
Курт Вельзер (нем. Kurt Welser; 1929, Инсбрук, Австрия — 15 августа 1965, гора Цинальротхорн, кантон Вале, Швейцария) — австрийский националист, член Комитета освобождения Южного Тироля. По оценке историков, являлся наиболее активным и выдающимся деятелем (нем. die aktivste und herausragendste Figur) отделения Комитета в Австрии.

## Биография
Уроженец Инсбрука. Занимался предпринимательством, состоял с юных лет в Комитете освобождения Южного Тироля. Один из организаторов Огненной ночи в Северном Тироле совместно с Генрихом Клиром — в ночь с 11 на 12 июня в Южном Тироле были взорваны 40 опор линий электропередач, что оставило всю провинцию без электроснабжения и парализовало промышленность. В декабре 1961 года был впервые осуждён австрийским судом за свою деятельность. 
Помимо этого, он занимался поставкой оружия и взрывчатки в Южный Тироль, а 30 января 1961 с Клиром участвовал в подрыве конной статуи Бенито Муссолини в Понте-Гардена. В 1963 году он был арестован за взрыв статуи льва в одном из местечек Зальцкаммергута, но был оправдан.
В 1965 году Курт совершал восхождение на гору Цинальротхорн в Швейцарии и погиб в результате несчастного случая. По случаю гибели Вельзера все уголовные дела его в отношении были закрыты.